# جان بوديت
جان بوديت (بالإستونية: Jaan Puidet)‏ مواليد 4 يناير 1992 في تالين، هو لاعب كرة سلة إستوني. بدأ مسيرته الاحترافية في سنة 2008. يحمل الرقم 6. يبلغ طوله 6 قدم 3 بوصة (1.9 م). لعب مع نادي جامعة تالين للتقنية لكرة السلة في الدوري الإستوني الممتاز لكرة السلة.

## روابط خارجية
- جان بوديت على موقع الاتحاد الدولي لكرة السلة (الإنجليزية)
- جان بوديت على موقع كرة السلة الأوروبية.كوم (الإنجليزية)
- جان بوديت على موقع ريلجم (الإنجليزية)
- جان بوديت على موقع بروبوليرز (الإنجليزية)